# Atractylis mutica
Atractylis mutica là một loài thực vật có hoa trong họ Cúc. Loài này được C.C.Towns. mô tả khoa học đầu tiên năm 1967.